# Boschia mansonii
Boschia mansonii Gamble è un albero della famiglia delle Malvacee.